# John Dearman
John Dearman (Chicago, 26 maggio 1949) è un ex cestista e dirigente sportivo statunitense.